# Yohonou
 (avril 2009).
Le village togolais de Yohonou (Yohounou, Yorhonou ou encore Yoxonou) se trouve dans la région maritime, dans le canton d'Amegnran (en), dans la préfecture de Vo. Le village se situe à 60 km de l'aéroport de Lomé, la capitale du Togo, et à 80 kilomètres de Vogan. Il compte 6 000 habitants.

## Éducation
Les 500 élèves très motivés à l'école de Yohonou. Il y a très peu de moyens mais les enseignants font tout leur possible pour donner un enseignement de qualité aux enfants.
Kokou Justin Kokpo, le directeur de l’école, est également enseignant surtout en mathématiques, la géométrie... Il est préoccupé par la scolarisation de tous les élèves et particulièrement des filles.
Avec sept autres collègues, l'instituteur Jacques Atitso Kpontey enseigne dans une classe de 49 élèves du collège. Il souhaite pouvoir faire de la radio pour inciter les élèves des environs de venir à l'école et d'informer la population sur l'importance des études.

## Économie
L'économie locale est basée sur le travail du fer, et la majorité des habitants sont forgerons. La ville a dû faire face à une pénurie de fer ces derniers temps. Les croyances locales sont que tout homme est né forgeron, apprenant du dieu Egu.
Un projet de l'artiste allemand Andreas Rimkus vise à fondre 7 marteaux géants et à les placer sur les 7 continents, pour promouvoir la forge en tant que patrimoine culturel. Le marteau africain, pesant 19 tonnes, fut forgé par Buderus Edelstahl et placé à Yohonou le 16 avril 2006 ; un arbre fut planté dans le trou du marteau géant, et formera le manche lorsqu'il aura grandi. Cette action vise à promouvoir la culture locale de la forge, et s'accompagne d'actions pour le village, comme l'installation de panneaux solaires.
En 2011, le ministère des arts et de la culture obtient un budget de 30 millions de francs CFA pour évaluer le patrimoine immatériel du Togo ; le patrimoine de Yohonou est choisi pour mener la phase de test.